# Leucoptera celastrella
Leucoptera celastrella là một loài bướm đêm thuộc họ Lyonetiidae. Nó được tìm thấy ở Nhật Bản (Hokkaido, Honshu, Kyushu).
Sải cánh dài 6.5-8.5 mm. Con trưởng thành bay từ the middle of tháng 5 đến the beginning of tháng 6. Có hai lứa trưởng thành một năm.
Ấu trùng ăn Tripterygium regelii, Celastrus orbiculatus và Euonymus alatus. Chúng ăn lá nơi chúng làm tổ. 